# 李歷
李歷（？—？），中国东汉末期政治人物，韓馥属下冀州治中。
李歷是冀州牧韓馥属下的治中从事。初平二年（191年）袁紹到冀州，李歷和長史耿武、別駕閔純、騎都尉沮授劝说韓馥不要接纳：“冀州虽然偏僻，但是有军队百万，粮食可用十年。袁绍军队势单力孤，仰我鼻息，好像在手上抱着的婴儿，断掉哺乳，就可以饿死。为什么想要把冀州给他？”韓馥不听，迎入袁紹。耿武、閔純被袁绍杀死，沮授成为袁紹的属官，而李歷下場史書上没有记载。